# Василькова, Зоя Николаевна
Зоя Николаевна Василькова (4 мая 1926, Ленинград — 1 июня 2008, Санкт-Петербург) — советская и российская актриса.
До 1965 года была замужем за Юрием Чекулаевым, поэтому в 1960-е годы снималась под фамилией мужа.

## Биография
Родилась 4 мая 1926 года в Ленинграде в семье Николая Корниловича и Зои Ивановны Васильковых.
На фронт ушла добровольцем в июле 1943 года в возрасте 17 лет. В звании сержанта служила старшим метеорологом метеослужбы 7-го корпуса Противовоздушной обороны. В ходе боевых действий была ранена и контужена.
В 1949 году окончила курс Василия Ванина ВГИКа, после чего вошла в штат Театра-студии киноактёра. Участвовала в гастролях советских артистов в Китае, Польше и ГДР. С 1959 года работала актрисой киностудии имени М. Горького.
Являлась ведущей исполнительницей эпизодических ролей в 1950—1990-е годы. Играла преимущественно русских женщин: боярынь, графинь или, наоборот, девок, нянек, казачек. В фильмах о современности Василькова создала галерею бытовых характеров.
Много снималась в киносказках Александра Роу и Александра Птушко: «Вечера на хуторе близ Диканьки», «Огонь, вода и… медные трубы», «Сказка о царе Салтане», «Руслан и Людмила» и др.
Умерла 1 июня 2008 года в Санкт-Петербурге. Похоронена в секции 134 колумбария на Новодевичьем кладбище Москвы вместе с родителями.

## Фильмография
| Год  |   | Название                         | Роль                                           |
| ---- | - | -------------------------------- | ---------------------------------------------- |
| 1957 | ф | Сёстры                           | Лиза Расторгуева                               |
| 1961 | ф | Вечера на хуторе близ Диканьки   | Екатерина II                                   |
| 1961 | ф | Девять дней одного года          | дама с нарзаном                                |
| 1963 | ф | Когда казаки плачут              | Ульяна                                         |
| 1963 | ф | Большие и маленькие              | Зоя Николаевна, мама Люси                      |
| 1963 | ф | Королевство кривых зеркал        | Имя персонажа не указано                       |
| 1963 | ф | Тропы Алтая                      | эпизод                                         |
| 1963 | ф | Большой фитиль                   | пассажирка с чемоданом (в титрах З. Чекулаева) |
| 1964 | ф | Всё для вас                      | эпизод (нет в титрах)                          |
| 1964 | ф | Гранатовый браслет               | Людмила Васильевна Дурасова                    |
| 1964 | ф | Приключения Толи Клюквина        | врач «Скорой помощи»                           |
| 1964 | ф | Сказка о потерянном времени      | Лиза, продавщица яблок (в титрах З. Чекулаева) |
| 1965 | ф | Чёрный бизнес                    | иностранная туристка                           |
| 1965 | ф | Ваш сын и брат                   | аптекарь                                       |
| 1965 | ф | Дети Дон Кихота                  | соседка Зоя Николаевна                         |
| 1965 | ф | Чистые пруды                     | официантка                                     |
| 1966 | ф | Скверный анекдот                 | Палашка                                        |
| 1966 | ф | Чёрт с портфелем                 | машинистка                                     |
| 1966 | ф | Серая болезнь                    | Таточка                                        |
| 1966 | ф | Сказка о царе Салтане            | Имя персонажа не указано                       |
| 1966 | ф | Когда играет клавесин            | буфетчица                                      |
| 1967 | ф | Дядюшкин сон                     | дама с собачкой                                |
| 1967 | ф | Цыган                            | Даша                                           |
| 1968 | ф | Конец «Сатурна»                  | Гретхен                                        |
| 1968 | ф | Огонь, вода и… медные трубы      | советница                                      |
| 1968 | ф | По Руси                          | эпизод                                         |
| 1969 | ф | Варвара-краса, длинная коса      | 3-я нянька                                     |
| 1969 | ф | Цветы запоздалые                 | Топоркова                                      |
| 1970 | ф | Две улыбки                       | Имя персонажа не указано                       |
| 1970 | ф | И был вечер, и было утро…        | Глаша, горничная                               |
| 1971 | ф | Двенадцать стульев               | Сашхен                                         |
| 1971 | ф | Звёзды не гаснут                 | дама                                           |
| 1971 | ф | Джентльмены удачи                | Маша, дворничиха                               |
| 1972 | ф | Руслан и Людмила                 | мамушка                                        |
| 1972 | ф | Человек на своём месте           | Александра Василькова, заведующая фермой       |
| 1972 | ф | Бой после победы                 | Гретхен                                        |
| 1972 | ф | За всё в ответе                  | выпускница                                     |
| 1973 | ф | Возврата нет                     | Имя персонажа не указано                       |
| 1973 | ф | Товарищ генерал                  | селянка                                        |
| 1973 | ф | Нейлон 100 %                     | Маргарита Архиповна                            |
| 1974 | ф | Северная рапсодия                | Имя персонажа не указано                       |
| 1974 | ф | Скворец и Лира                   | дама на приёме у баронессы                     |
| 1975 | ф | Ольга Сергеевна                  | тётя Дуся                                      |
| 1976 | ф | Пока бьют часы                   | придворная дама                                |
| 1976 | ф | Солнце, снова солнце             | гостья на свадьбе                              |
| 1977 | ф | Судьба                           | Имя персонажа не указано                       |
| 1978 | ф | По улицам комод водили           | свидетельница                                  |
| 1978 | ф | Живите в радости                 | секретарша                                     |
| 1978 | ф | Инкогнито из Петербурга          | жена Добчинского                               |
| 1978 | с | Ералаш                           | боярыня                                        |
| 1979 | ф | Место встречи изменить нельзя    | потерпевшая, которой Кирпич порезал сумку      |
| 1979 | ф | Вкус хлеба                       | Зоя Николаевна Славина, председатель райсобеса |
| 1980 | ф | Ларец Марии Медичи               | председатель садового товарищества             |
| 1980 | ф | Юность Петра                     | Имя персонажа не указано                       |
| 1980 | ф | О бедном гусаре замолвите слово  | губернаторша                                   |
| 1980 | ф | В начале славных дел             | женщина с бубликами                            |
| 1982 | ф | Не хочу быть взрослым            | прохожая с собачкой                            |
| 1982 | ф | 34-й скорый                      | Имя персонажа не указано                       |
| 1983 | ф | Гонки по вертикали               | Имя персонажа не указано                       |
| 1983 | с | Вечный зов                       | Дарья                                          |
| 1983 | ф | Безумный день инженера Баркасова | соседка                                        |
| 1984 | с | Ералаш                           | соседка с ковром (нет в титрах)                |
| 1985 | ф | Начни сначала                    | актриса на радиозаписи                         |
| 1986 | ф | Как стать счастливым             | сотрудница Института Мозга                     |
| 1989 | ф | Не сошлись характерами           | Имя персонажа не указано                       |
| 1989 | ф | Вход в лабиринт                  | жена Беловола                                  |
| 1993 | ф | Витька Шушера и автомобиль       | сестра-хозяйка в интернате                     |
| 1993 | ф | Твоя воля, Господи!              | Имя персонажа не указано                       |
| 1994 | ф | Чёрный клоун                     | Эмма Львовна                                   |
| 1998 | ф | Сочинение ко Дню Победы          | Имя персонажа не указано                       |